# Long (Wappentier)

Chinesischer Drache Long im ehemaligen Wappen von Macau

Long ist in der Heraldik ein Wappentier und gilt als chinesischer Drache.
In europäischen Wappen ist er nur im Wappen der ehemaligen portugiesischen Kolonie Macau und in alten Wappen von Vietnam (Kaiserwappen) und auf Flaggen, wie auf der von  Bhutan dargestellt. Auf Flaggen hat er eine größere Verbreitung erlangt. Dargestellt wird ein sehr schlanker Drache, der verschiedene Tinkturen haben kann. Er ist auch als Schildhalter und als Helmkleinod bekannt.